# Караой (Туркестанская область)
Караой (каз. Қараой, до 199? г. — Коммунизм) — село в Жетысайском районе Туркестанской области Казахстана. Входит в состав Жанааульского сельского округа. Код КАТО — 514453400.

## Население
В 1999 году население села составляло 956 человек (480 мужчин и 476 женщин). По данным переписи 2009 года, в селе проживало 1165 человек (586 мужчин и 579 женщин).